# Le Nouvel Esprit scientifique
Le Nouvel Esprit scientifique est un livre d'épistémologie et d'histoire des sciences de Gaston Bachelard. Il traite de physique relativiste, physique quantique, géométrie non euclidienne et critique la philosophie de René Descartes.

## Contenu
Bachelard analyse le problème du déterminisme et de l'indéterminisme, à partir du principe d'incertitude du physicien Werner Heisenberg. Il théorise dans son ouvrage le concept de révolution en sciences.
Il débat avec les œuvres de Whitehead et de Raymond Ruyer.

## Postérité
Le livre de Bachelard a influencé le chercheur en sciences de l'éducation Gaston Mialaret, qui reprend le titre dans Le Nouvel esprit scientifique et les sciences de l'éducation (2011).